# Montefiori Cocktail
Montefiori Cocktail — итальянский музыкальный коллектив, сформированный братьями Франческо и Федерико Монтефиори (итал. Montefiori), существующий с 1997 года. Музыканты широко известны своими джазовыми и lounge работами: кавер-версии, ремиксы и композиции собственного сочинения.
Идейным вдохновителем коллектива считается Джермано Монтефиори (итал. Germano Montefiori), известный итальянский саксофонист, отец братьев.

## Состав
- Федерико Монтефиори (итал. Federico Montefiori) — вокалист, саксофонист и флейтист
- Франческо Монтефиори (итал. Francesco Montefiori) — клавишник и программист
- Лучано Винченци (итал. Luciano Vincenzi) — барабанщик
- Марко Баттистини (итал. Marco Battistini) — бас-гитарист

## Дискография
- 1997 — Raccolta #1 (15 треков)
- 1999 — релиз в США, 2000 — в Европе — Raccolta #2
- 2002 — Re-Shaken: The Remix Album Project
- 2003 — релиз в Италии, 2004 — релиз в США — Raccolta #3 (20 треков)
- 2006 — Montefiori Appetizer Vol. 1
- 2006 — Montefiori Appetizer Vol. 2
- 2006 — A Taste of un Sorso Di (32 трека, лучшие произведения группы)
- 2007 — 4 Orchestra

Композиция «Hu Ha» использовалась в качестве основной звуковой темы в сериале «Осторожно, модерн! 2».